# Klára Nemravová
Klára Nemravová (* 21. srpna 1974) je česká zpěvačka, rozhlasová moderátorka a webdesignérka.
Ve 2. polovině 90. let 20. století působila jako zpěvačka ve skupině Significant Other. Na přelomu tisíciletí spolupracovala se skupinou X-Life (dříve X-Life Of The Wooden Toys). Do roku 2007 působila jako hostující zpěvačka ve skupině Tata Bojs, poté byla členkou audiovizuálního projektu Ghostmother.
Spolu s DJkou Katchou a rapperkou MC Adabou založila freestylovou formaci Da Babas, která kombinovala improvizovaný zpěv a rap s dýdžejingem.
Nemravová je rovněž moderátorkou Radia 1. V roce 2003 vytvořila hereckou roli v krátkém filmu Fricasse režiséra Martina Krejčího.